# 程星
程星（2002年5月7日—），江西九江人，中国男子羽毛球运动员。

## 簡歷
程星從幼稚園開始學習羽毛球，後來為了更好的羽毛球氛圍而前往廣東東莞接受訓練，並在2013年加入廣東東莞隊。2019年，加入中國二隊；2022年，與搭檔陳芳卉獲得选调赛混雙第一，入選國家一隊。

## 主要比賽成績
只列出曾進入準決賽的國際賽事成績：
| 年份   | 賽事                     | 公開賽級別 | 項目     | 拍檔   | 成績   |
| ------ | ------------------------ | ---------- | -------- | ------ | ------ |
| 2022年 | 印尼瑪琅羽毛球大師賽     | 超級100賽  | 混合雙打 | 陳芳卉 | 亞軍   |
| 2022年 | 越南羽毛球國際系列賽     | 國際系列賽 | 混合雙打 | 陳芳卉 | 亞軍   |
| 2022年 | 馬來西亞羽毛球國際系列賽 | 國際系列賽 | 混合雙打 | 陳芳卉 | 冠軍   |
| 2023年 | 中國瑞昌羽毛球大師賽     | 超級100賽  | 混合雙打 | 陳芳卉 | 亞軍   |
| 2023年 | 杭州羽毛球國際挑戰賽     | 國際挑戰賽 | 混合雙打 | 陳芳卉 | 冠軍   |
| 2023年 | 澳洲羽毛球公開賽         | 超級500賽  | 混合雙打 | 陳芳卉 | 準決賽 |
| 2024年 | 奧爾良羽毛球大師賽       | 超級300賽  | 混合雙打 | 張馳   | 冠軍   |
| 2024年 | 西班牙馬德里羽毛球大師賽 | 超級300賽  | 混合雙打 | 張馳   | 亞軍   |
| 2024年 | 日本羽毛球公開賽         | 超級750賽  | 混合雙打 | 張馳   | 準決賽 |
| 2024年 | 韓國羽球公開賽           | 超級500賽  | 混合雙打 | 張馳   | 準決賽 |
| 2024年 | 中國羽毛球公開賽         | 超級1000賽 | 混合雙打 | 張馳   | 準決賽 |
| 2024年 | 北極羽球公開賽           | 超級500賽  | 混合雙打 | 張馳   | 準決賽 |
| 2024年 | 韓國羽毛球大師賽         | 超級300賽  | 混合雙打 | 張馳   | 準決賽 |
| 2025年 | 馬來西亞羽毛球大師賽     | 超級500賽  | 混合雙打 | 張馳   | 準決賽 |
| 2025年 | 印尼羽毛球公開賽         | 超級1000賽 | 混合雙打 | 張馳   | 準決賽 |

| 2018-2026年 | 總決賽 | 超級1000賽 | 超級750賽 | 超級500賽 | 超級300賽 | 超級100賽 | 國際挑戰賽 | 國際系列賽 | 未來系列賽 | 其他 |